# Бюсте (Альтмарк)
Бюсте (нем. Büste) — коммуна в Германии, в земле Саксония-Анхальт.
Входит в состав района Штендаль. Подчиняется управлению Бисмарк/Кледен. Население составляет 369 человек (на 31 декабря 2006 года). Занимает площадь 11,89 км². Официальный код — 15 3 63 022.